# Martin Kierszenbaum
Martin Kierszenbaum, também conhecido como Cherry Cherry Boom Boom, é um compositor e produtor musical norte-americano.